# Bunuri mobile din domeniul etnografie clasate în patrimoniul cultural național al României aflate în județul Călărași
Acestă listă conține bunurile mobile din domeniul etnografie clasate în Patrimoniul cultural național al României aflate la momentul clasării în județul Călărași.

## Tezaur
| Foto | Informații generale         | Detalii tehnice | Descriere | Deținător                       | Legături |
| ---- | --------------------------- | --- | --- | ------------------------------- | -------- |
|      | Cearceaf                    | Datare: 4/4 sec. XIX Material: urzit borangic, bătut bumbac și borangic, țesut în două ițe (pânzește), brodat cu acul în punct de cruciuliță, croșetat, încheiat cu cheiță, tivit cu găurele | Piesă compusă din două foi încheiate cu acul, dantelă cu colțișori pe una din laturile lungi. Compoziție decorativă cu câmp continuu. Decor geometric dispus în registre transversale pe toată suprafața piesei: grupe de vărgi late și înguste alternate ritmic. Pe una din laturile lungi, motive florale brodate și geometrice - șir de S-uri alternate cromatic. În mijlocul piesei un motiv avimorf - rândunică așezată pe o rămurică. Cromatica: alb, gălbui, albastru, roșu, grena. | Muzeul Dunării de Jos, Călărași | Cimec    |
|      | Bardă                       | Datare: 4/4 sec. XIX Dimensiuni: Î: 22 cm; gr. muchie: 5,5 cm Material: lemn de stejar, fier, oțel, tăiat, cioplit cu securea și cuțitul, prelucrare prin batere la cald - se introduce bucata de metal de 4-5 ori în cuptor pentru confecționarea urechilor - unirea lor, îndreptarea muchiilor și oțelirea tăișului, călit, ștanțat | Piesa folosită la cioplirea lemnelor groase este compusă din lamă - barda propriu-zisă și coadă. Fața „dinspre lemn” este dreaptă, marginea muchiei fiind exact în prelungirea urechii ce mărginește gaura de înmănușare. Decorul dispus pe toată suprafața piesei, pe ambele fețe ale lamei, este compus din motive geometrice și fitomorfe: floare cu boboc, cercuri, semicercuri, v-uri, puncte, linii în zig-zag, arce de cerc. Compozițiile ornamentale sunt proprii securilor și bărzilor „semnate” de meșteri specializați. Cromatica: maron - culoarea naturală a lemnului patinat, negru. | Muzeul Dunării de Jos, Călărași | Cimec    |
|      | Sfântul Agneț               | Datare: 3/4 sec. XIX Dimensiuni: D: 12 cm; Î: 8 cm Material: lemn de tei; tăiat; cioplit; fasonat; sculptat | Obiect de cult cu care preotul imprimă semnul crucii, inițialele și semnele rituale pe prescuri pe care apoi o așează pe disc când oficiază Liturghia. Acest Sf. Agneț pare a fi fost făcut de un meșter popular care nu știa prea bine ritualul liturgic. Astfel, față de prototip, sunt diferențe: textul apare de trei ori, triunghiurile nu sunt chiar canonice și lipsește textul de jur împrejur. Pe Sf. Agneț conform ritualului sunt trecute crucea cu însemnele IS HS NI KA, reprezentarea Maicii Domnului, arhiereului (patriarhului), stăpânirii, celor 9 cete îngerești și ctitorilor, prin triunghiuri. De asemenea sunt reprezentați vii și morții. De jur împrejur se trecea textul: „Așezarea Sf. Agneț pe Sf. Disc și sfărâmarea lui” - cu alfaber grecesc sau chirilic - în limba greacă, slavonă sau română. Pe capătul mânerului sunt de asemenea sculptate însemnele IS HS NI KA. Cromatica: gălbui - culoarea naturală a lemnului patinat.                                                                        | Muzeul Dunării de Jos, Călărași | Cimec    |
|      | Pălmar                      | Datare: 4/4 sec. XIX Dimensiuni: Î: 10 cm Material: rădăcină de lemn de tei; tăiat, cioplit, scobit | Obiect arhaic, foarte rar întâlnit, folosit pentru strâns stuful înainte de a fi tăiat. Piesă de formă dreptunghiulară cu un cioc ascuțit și trei găuri pentru degete. Nedecorat. | Muzeul Dunării de Jos, Călărași | Cimec    |
|      | Încoronarea Maicii Domnului | Datare: 1855 Dimensiuni: gr.: 2 cm Material: lemn de tei; culori tempera; lianți; verni (amestec de rășini, uleiuri, coloranți într-un solvent), foiță de aur; tăiat; cioplit; fasonat; pictat cu pensula, foiță aplicată | Piesă dreptunghiulară lucrată dintr-o singură bucată de lemn. Obiect de cult utilizat în paracticarea cultului creștin ortodox. Icoana reprezintă scena Încoronării Maicii Domnului. Compusă din două planuri scena prezintă în partea superioară Sfânta Treime (unitatea spirituală a celor trei ipostaze divine): Iisus Hristos purtând Crucea răsignirii, Dumnezeu Tatăl cu globul și sceptrul (însemnele Atotstăpânitorului), și Duhul Sfânt ce-și trimite binecuvântarea. Primii doi susțin o coroană deasupra capului Fecioarei Maria. Personajele sunt așezate pe nori. În partea inferioară a icoanei este înfățișat Sf. Isidor în dublă ipostază: tânăr și bătrân cu haine de călugăr (Cuviosul Isisdor Pelusiotul sărbătorit la 4 februarie). Scena este încadrată de un chenar auriu. Cromatica: fond verde; roșu, galben, albastru, maron, portocaliu, negru, auriu. | Muzeul Dunării de Jos, Călărași | Cimec    |
|      | De tine se bucură           | Datare: 2/4 sec. XIX Dimensiuni: gr.: 3,5 cm Material: lemn de tei; culori tempera; lianți; verni (amestec de rășini, uleiuri, coloranți într-un solvent), foiță de aur; tăiat; cioplit; fasonat; pictat cu pensula, foiță aplicată                                                                                                   | Piesă dreptunghiulară lucrată din două bucăți de lemn unite pe spate printr-o chingă de lemn. Suprafața icoanei este împărțită în patru scene inegale ca dimensiuni. Scena principală are la bază Protoevanghelia lui Iacov. Fecioara Maria cu pruncucl Iisus în brațe este înconjurată de lumină. Desupra lor - îngeri cu slove de slavă pentru ea. Dedesubtul lor, înconjurând-o pe Maria, cetele sfinților: prorocii conduși de Ioan înaintemergătorul, apostoluii de Petru, ierarhii de Ioan gură de aur, sfinții de Antonie, împărații de Constantin, mucenițele de Ecaterina, etc. toți privesc în sus și se bucură. Patru dintre pesonaje sunt plasate pe chenar. La partea superioară a piesei două casete dispuse deasupra scenei principale: în prima Iisus tânăr (Emanuel) iar în cea de-a doua Maica cu pruncul de tip Eleusa. Casetele îl străjuiesc pe Dumnezeu Tatăl așezat pe nori, sub el Duhul Sfânt își revarsă razele pe toată scena. Cromatica: fond verde, alb; roșu, galben, albastru, maron, portocaliu, auriu. | Muzeul Dunării de Jos, Călărași | Cimec    |
|      | Scoarță                     | Datare: 3/4 sec. XIX Material: urzit bumbac, bătut lână, țesut în două ițe cu urzeală ascunsă, ales cu măna peste fire, înnodat, tivit, croșetat | Piesă compusă din două foi încheiate cu cheiță realizată cu acul, franjuri de urzeală înnodate la un cap, tiv la celălalt, pe o latură lungă colțișori croșetați. Compoziție decorativă cu câmp continuu dispus uniform pe toată suprafața piesei: motive geometrice compuse „roate” - romburi în trepte circumscrise și dreptunghiuri, alternate cromatic. Motivele sunt separate prin culoarea de fond. Cromatica: fond negru; motive: verde, albastru, roșu, alb, galben, violet. | Muzeul Dunării de Jos, Călărași | Cimec    |
|      | Iisus Hristos Împărat       | Datare: 4/4 sec. XIX Dimensiuni: gr.: 2 cm Material: lemn de tei; culori tempera; lianți; verni (amestec de rășini, uleiuri, coloranți într-un solvent), foiță de aur; tăiat; cioplit; fasonat; pictat cu pensula, foiță aplicată | Piesă dreptunghiulară lucrată din două bucăți de lemn unite pe spate prin două chingi de lemn. Iisus Hristos, tânăr cu plete, poartă coroană bătută cu nestemate. Cu mâna dreaptă binecuvântează iar în stânga ține un rotulus cu învățături din scriptură. Mantia lui Iisus este brodată pe toată suprafața cu motive geometrice și florale stilizate. Prin decorul bogat se încearcă a se imita icoanele ferecate. Pe o bandă albă plasată în partea inferioară cât și pe chenarul superior găsim inscripții. Icoana este înconjurată de chenar. Cromatica: fond albastru, roșu; roșu, galben, albastru, maro, portocaliu, negru, auriu. | Muzeul Dunării de Jos, Călărași | Cimec    |

## Fond
| Foto | Informații generale           | Detalii tehnice | Descriere | Deținător                       | Legături |
| ---- | ----------------------------- | --- | --- | ------------------------------- | -------- |
|      | Clopot cu clopoțel            | Datare: 4/4 sec. XIX Dimensiuni: H: 12 cm Material: alamă; turnare; ciocănire la cald; găurit; ștanțat | Piesă de formă tronconică compusă din clopot cu o verigă la partea superioară prin care se fixa de curea sau lanț. În interior un clopot mai mic ține loc de limbă. Decorul (ce indica și poziția animalului în turmă), este plasat pe peretele exterior de două ori (față și spate): motive geometrice și astrale - cerc, stea în cinci colțuri, cinci dreptunghiuri cu interiorul hașurat. Cromatica: galben - culoarea naturală a metalului patinat. | Muzeul Dunării de Jos, Călărași | Cimec    |
|      | Clopot cu clopoțel            | Datare: 4/4 sec. XIX Dimensiuni: H: 20 cm Material: alamă; turnare; ciocănire la cald; găurit; ștanțat | Piesă de formă tronconică compusă din clopot cu o verigă la partea superioară prin care se fixa de curea sau lanț. În interior un clopot mai mic ține loc de limbă. Decorul, (ce indica și poziția animalului în turmă) este plasat pe peretele exterior de două ori (față și spate): motive geometrice - 7 cercuri. Cromatica: culoarea naturală a aramei patinate. | Muzeul Dunării de Jos, Călărași | Cimec    |
|      | Țiteră                        | Datare: 2/2 sec. XIX Dimensiuni: H: 6 cm Material: lemn de brad și tei; oțel; decojit; crăpat de-a lungul fibrei; fiert în leșie; uscat la umbră; traforat după șablon; scobit; îmbinare tâmplărească; încheiat; băițuit              | Piesă încadrată în categoria instrumentelor muzicale cu coarde, compusă dintr-o cutie de rezonanță din lemn de brad și tei prevăzută cu găuri în partea superioară. Deasupra cutiei se află corzile plasate pe cordar (plăcuța de lemn pe care sunt legate corzile), prinse la un capăt de butoanele de acordare, iar la celălalt de niște cuie. Cutia de formă dreptunghiulară are una din laturile lungi traforată, pe jumătate din lungime, prin traforare cutia se îngustează. Partea superioară a cutiei este decorată prin traforare cu motive geometrice, scheomorfe și florale stilizate - inimă, fluture, s-uri. Cromatica: negru. | Muzeul Dunării de Jos, Călărași | Cimec    |
|      | Scoarță                       | Datare: 3/4 sec. XIX Material: lână; bumbac; urzit bumbac; țesut în 2 ițe; urzeală ascunsă; ales cu mâna; ales printre fire; înnodat                                                                                                  | Piesă compusă din două foi încheiate cu cheiță realizată cu acul, franjuri din firele de urzeală înnodate. Compoziție decorativă cu câmp continuu dispus uniform pe toată suprafața piesei: motive geometrice compuse „roate”- romburi în trepte circumscrise și dreptunghiuri, alternate cromatic. Motivele sunt separate prin culoarea de fond. Cromatica: fond: negru; motive: verde, albastru, roșu, alb, galben. | Muzeul Dunării de Jos, Călărași | Cimec    |
|      | Clopot cu clopoțel            | Datare: 4/4 sec. XIX Dimensiuni: H: 13 cm Material: alamă; turnare; ciocănire la cald; găurit; ștanțat | Piesă de formă tronconică compusă din clopot cu o verigă la partea superioară prin care se fixa de curea sau lanț. În interior un clopot mai mic ține loc de limbă. Decorul, (ce indica și poziția animalului în turmă), este plasat pe peretele exterior de două ori (opuse): motive geometrice - cerc, două dreptunghiuri cu interiorul hașurat. Cromatica: galben. | Muzeul Dunării de Jos, Călărași | Cimec    |
|      | Ladă de zestre                | Datare: 1/4 sec. XIX Dimensiuni: H: 48 cm Material: lemn de brad; tablă; fier; tăiat; cioplit; rindeluit; îmbinare tâmplărească; ciocănire la cald; ciocănire la rece; călit; ștanțat; nituit; pictat cu pensula; litografii aplicate | Piesă de formă paralelipipedică compusă din patru pereți, fund, capac și două mânere laterale. Marginile și colțurile protejate cu tablă nituită. Peste îmbinarea scândurilor capacului s-au bătut chingi din lemn. Peretele din față este decorat cu o cromolitografie care îi prezintă pe regele Ferdinand și regina Maria plasați în două medalioane înconjurate de ramuri verzi. De o parte și alta a acestora peretele a fost „ferecat” cu tablă stanțată cu motivul viței de vie. Aplicațiile de metal erau făcute cu două scopuri: pentru întărirea construcției și pentru înfrumusețare. Capacul decorat prin pictare - motive vegetale: linie în val cu flori stilizate. Utilizată pentru transportul mărfurilor sau ca piesă de mobilier. Cromatica: maron, roșu, verde, roz, bleu, negru. | Muzeul Dunării de Jos, Călărași | Cimec    |
|      | Căruță                        | Datare: 4/4 sec. XIX Dimensiuni: H: 112 cm Material: lemn: mesteacăn; ulm; frasin; fag; fier; tăiat; uscat natural; cioplit; despicat; scobit; strunjit                                                                               | Rotarii reputați au făcut căruțe ușoare printre care și poștalioane folosite la transportul rapid al persoanelor. Dovada că piesa a fost folosit ca poștalion sunt scările de acces de la cele patru roții și de la mijlocul laturilor lungi. Piesă compusă din: inima carului, oiște, furci în față și spate, proțap, dric, osii, patru roți, două loitre, patru leuci, două coșuri, oiște, scări metalice, obloane. Cromatica: culoarea naturală a lemnului și fierului patinat. | Muzeul Dunării de Jos, Călărași | Cimec    |
|      | Scoarță                       | Datare: 4/4 sec. XIX Material: lână; bumbac; urzit bumbac; țesut în 2 ițe; urzeală ascunsă; ales cu mâna; ales printre fire; înnodat; karamani                                                                                        | Piesă compusă dintr-o foaie, ciucuri din firele de urzeală înnodate. Compoziție decorativă cu câmp limitat de chenar. Separarea chenarului de câmp este realizată prin schimbarea culorii de fond. Spre margine chenarul este limitat pe laturile lungi de „dinți de fierăstrău” iar pe cele scurte de câte o vargă simplă. Chenarul prezintă motive geometrice - cruci și romburi cu marginile în trepte și coarne - alternate ritmic. Câmpul decorat cu patru romburi mari cu motive geometrice diverse în interior. Lipite de chenar jumătăți de romburi, cruci. Pe restul câmpului motive florale stilizate. Cromatica: fond: gri, gălbui; motive: alb, bej, maron, negru, galben, roșu. | Muzeul Dunării de Jos, Călărași | Cimec    |
|      | Formă pentru aluat            | Datare: 4/4 sec. XIX Dimensiuni: H: 10 cm Material: lemn de plop; tăiat; cioplit; scobit | Obiect rar întâlnit, folosit în gosdpodărie la pus aluatul în forme (cozonaci etc.) la crescut. Piesa este compusă dintr-o singură bucată de lemn cu cinci scobituri adânci pentru aluat și un mâner la un cap. Cromatica: maron - culoarea naturală a lemnului patinat. | Muzeul Dunării de Jos, Călărași | Cimec    |
|      | Scoarță                       | Datare: 3/4 sec. XIX Material: lână; urzit lână; țesut în 2 ițe; urzeală ascunsă; ales cu mâna; ales printre fire; înnodat; karamani cu găurele                                                                                       | Piesă compusă din două foi neîncheiate, franjuri din firele de urzeală înnodate. Compoziție decorativă cu câmp limitat. Câmpul este limitat de un chenar pe patru laturi separate de romburi dispuse în lanț. Pe laturile lungi chenarul este mărginit de triunghiuri cu marginile în trepte, pe laturile scurte de câte o vargă simplă. Pe chenar motive geometrice - romburi în trepte, cruci - și florale „fluturi”, alternate ritmic. Câmpul decorat cu un șir de romburi crenelate circumscrise. Spre centrul acestora cârlige, romburi în trepte și cruci. Pe restul câmpului motive geometrice, scheomorfe și fitomorfe diverse: „raci”, „brăduți”. Cromatica: fond: verde, roșu; motive: verde - diferite nuanțe, albastru, roșu, alb, galben, negru, maron. | Muzeul Dunării de Jos, Călărași | Cimec    |
|      | Scoarță                       | Datare: 4/4 sec. XIX Material: lână; urzit bumbac; țesut în 2 ițe; urzeală ascunsă; ales cu mâna; ales printre fire; înnodat | Piesă compusă dintr-o foaie, franjuri din firele de urzeală înnodate. Compoziție decorativă cu câmp limitat de două chenare. Separarea chenarelor între ele și de câmp este realizată prin „dinți de fierăstrău” pe laturile lungi și schimbarea culorii de fond pe laturile scurte. Spre margine chenarul este limitat pe laturile lungi de „dinți de fierăstrău” iar pe cele scurte de câte o vargă simplă. Chenarul exterior decorat cu romburi cu cârlige și flori stilizate alternate ritmic; chenarul interior aceleași motive. Câmpul prezintă trei motive cruciforme mari cu o multitudine de motive geometrice și vegetale înscrise în ele: romburi cu coarne, zăluțe, s-uri, vase cu flori, triunghiuri. Cromatica: fond: gri, alb, grena; motive: alb, bej, maron, negru, galben, roșu, bleu. | Muzeul Dunării de Jos, Călărași | Cimec    |
|      | Scoarță                       | Datare: 4/4 sec. XIX Material: lână; urzit bumbac; țesut în 2 ițe; urzeală ascunsă; ales cu mâna; ales printre fire; înnodat | Piesă compusă dintr-o foaie, franjurii din firele de urzeală înnodate. Compoziție decorativă cu câmp limitat de chenar. Separarea chenarului de câmp este realizată prin schimbarea culorii de fond pe laturile scurte, prin linii crenelate pe laturile lungi. Spre margine chenarul este limitat pe laturile lungi de linii crenelate iar pe cele scurte de câte o vargă simplă. Chenarul prezintă motive geometrice - cruci și romburi cu marginile în trepte și coarne - alternate ritmic. Câmpul decorat cu trei medalioane - romburi mari cu motive geometrice diverse în interior, romburi în trepte, cruci, z-eturi. Medalioanele sunt separate de „brăduți”. Cromatica: fond: bleu; motive: alb, bej, maron, negru, galben, roșu, grena. | Muzeul Dunării de Jos, Călărași | Cimec    |
|      | Darac pentru lână             | Datare: 4/4 sec. XIX Dimensiuni: H: 190 cm Material: lemn de brad; cuie de oțel; fier; culori tempera; tăiat; cioplit; fasonat; îmbinare tâmplărească; pictat cu pensula                                                              | Piesă compusă din cadru și plimbătoare. Scheletul este prins cu buloane de fier și fixat cu piulițe; plimbătoarea are cuie de fier de diferite dimensiuni pentru scărmănat. Sub plimbătoare sunt fixate două sertare pentru strângerea scamelor ("mezerii"). Piesa era folosită pentru dărăcit cantități mari de lână. Cromatica: maron - culoarea naturală a lemnului patinat, roșu, verde, alb, gri. | Muzeul Dunării de Jos, Călărași | Cimec    |
|      | Scoarță                       | Datare: 4/4 sec. XIX Material: lână; urzit bumbac; țesut în 2 ițe; urzeală ascunsă; ales cu mâna; ales peste fire; tivit | Piesă compusă din două foi încheiate cu cheiță realizată cu acul. Compoziție decorativă cu câmp limitat de un chenar îngust. Separarea chenarului de câmp este realizată cu linii crenelate pe laturile lungi și prin câte o vargă simplă pe laturile scurte. Spre margine chenarul este limitat de jur împrejur de linii crenelate. Chenarul prezintă motive geometrice - cruci și romburi cu marginile în trepte - alternate ritmic. Câmpul este împărțit în trei registre decorative dispuse transversal, separate prin grupe de vărgi. Registrul central, cu motive geometrice - romburi cu cârlige, romburi în trepte, cruci, pistornice - este încadrat de două registre decorative identice. Fiecare are câte două sfeșnice cu lumânări și o stea în mijloc. După motivele decorative și dimensiunile atipice piesa a fost făcută pentru biserică pentru a se acoperi masa din altar. Cromatica: fond: negru, roșu; motive: alb, vernil, bej, maron, bleu, galben, bordo.                                                                                 | Muzeul Dunării de Jos, Călărași | Cimec    |
|      | Darac pentru lână             | Datare: 4/4 sec. XIX Dimensiuni: H: 164 cm Material: lemn de brad; fier; plasă de sârmă; culori tempera; tăiat; cioplit; fasonat; îmbinare tâmplărească                                                                               | Piesă compusă din: schelet, cadru și curea, masă, tobă, 10 tamburi de mărimi diferite, tamburi cu roată, tambur cu tobă mare, suporți de tambur și două bucăți cu câte opt lagăre. Se folosea pentru tras cantități mari de lână după dărăcit în ateliere rurale sau urbane. Cromatica: maron , roșu, verde, gri. | Muzeul Dunării de Jos, Călărași | Cimec    |
|      | Scoarță                       | Datare: 3/4 sec. XIX Material: lână; urzit bumbac; țesut în 2 ițe; urzeală ascunsă; ales cu mâna; ales printre fire; înnodat | Piesă compusă din două foi încheiate cu cheită realizată cu acul, franjuri din firele de urzeală înnodate. Compoziție decorativă cu câmp limitat de un chenar din motive florale - buchete de trandafiri - dispuse pe același fond ca și câmpul. Câmpul decorat cu buchete de flori. De o parte și alta a unui buchet dispus pe axa centrală a piesei se găsesc motive antropomorfe așezate în oglindă - femei stând pe bănci. Cromatică: fond: albastru (culori vegetale); motive: verde diferite nuanțe, bej, roșu, grena, gri, alb, gălbui. | Muzeul Dunării de Jos, Călărași | Cimec    |
|      | Unealtă de pescuit            | Datare: 4/4 sec. XIX Dimensiuni: Dmax: 282 cm Material: ață pescărească; sfoară cânepă; verigă de fier; plumb; realizată cu iglița | Piesă compusă dintr-o plasă circulară cu capătul superior trecut printr-un inel metallic ce este legat de o frânghie. Marginile plasei se înșiră pe o frânghie împreună cu „mărgelele” de plumb (la fiecare 3-5 ochiuri o mărgea) și îndoite spre interior. Poalele plasei formează un fel de sac circular („sân”). Pentru a pescui se leagă capătul frânghiei de mână, se aruncă plasa în așa fel încât să cadă întinsă roată. Plumbii se lipesc de fundul apei acoperind peștii. Plasa se scoate brusc din apă. Cu această plasă se pescuiește în ape tulburi. Eficiența mare o are toamna în gropile unde se adună crapul. Cromatica: negru, gri. | Muzeul Dunării de Jos, Călărași | Cimec    |
|      | Mașină de depănat bumbacul    | Datare: 2/4 sec. XIX Dimensiuni: H: 29 cm Material: lemn de fag; brad; tei; fier; tăiat; ciopli; găurit; incizat; strunjit; îmbinare cu cep și pene                                                                                   | Piesă compusă dintr-un suport dreptunghiular pe care este fixat un cadru vertical ce susține mecanismul compus din două role, care se învârtesc pe niște axe în sensuri diferite. Pe cele două role se așeza bumbacul nedepănat. Rolele se învârteau cu ajutorul unei manivele. O chingă orizontală din cadrul mecanismului precum și capetele superioare ale stâlpilor sunt decorați cu motive geometrice specifice decorării prin strunjire. Cromatica: maron - culoarea naturală a lemnului patinat. | Muzeul Dunării de Jos, Călărași | Cimec    |
|      | Mașină de depănat bumbacul    | Datare: 2/4 sec. XIX Dimensiuni: H: 34 cm Material: lemn de fag; brad; tei; fier; tăiat; ciopli; găurit; incizat; strunjit; îmbinare cu cep și pene                                                                                   | Piesă compusă dintr-un suport dreptunghiular pe care este fixat un cadru vertical ce susține mecanismul compus din două role, care se învârtesc pe niște axe în sensuri diferite. Pe cele două role se așeza bumbacul nedepănat. Rolele se învârteau cu ajutorul unei manivele. O chingă orizontală din cadrul mecanismului precum și capetele superioare ale stâlpilor sunt decorați cu motive geometrice specifice decorării prin strunjire. Cromatica: maron - culoarea naturală a lemnului patinat. | Muzeul Dunării de Jos, Călărași | Cimec    |
|      | Scoarță                       | Datare: 4/4 sec. XIX Material: lână; urzit lână; țesut în 4 ițe; ales cu mâna; ales peste fire; îngroșat la piuă; vâltorit; festonat                                                                                                  | Piesă compusă din patru foi încheiate cu acul, franjuri din firele de urzeală înnodate. Feston pe laturile lungi. Compoziție decorativă cu câmp nelimitat. Decor geometric dispus în registre longitudinale pe toată suprafața piesei: dreptunghi, triunghi, vărgi. Cromatica: negru, roșu. | Muzeul Dunării de Jos, Călărași | Cimec    |
|      | Iambulă                       | Datare: 4/4 sec. XIX Material: lână; urzit lână; țesut în 4 ițe; ales cu mâna; ales peste fire; tivit; îngroșat la piuă; vâltorit; festonat                                                                                           | Piesă compusă din patru foi încheiate cu acul, franjuri din firele de urzeală înnodate. Compoziție decorativă cu câmp nelimitat. Decor geometric dispus în registre longitudinale pe toată suprafața piesei: dreptunghiuri, triunghiuri, vărgi. Feston pe laturile lungi. Cromatica: negru, roșu. | Muzeul Dunării de Jos, Călărași | Cimec    |
|      | Răstignirea lui Iisus Hristos | Datare: 4/4 sec. XIX Dimensiuni: Gr: 2 cm Material: lemn; tempera; lianți; vernil; foiță de aur; tăiat; cioplit; fasonat; pictat cu pensula                                                                                           | Piesă dreptunghiulară lucrată din două bucăți de lemn unite pe spate prin două chingi de lemn. Obiect de cult utilizat în paracticarea cultului creștin pravoslavnic. Icoanele cu mai multe scene sunt numite generic prăzinicare fără o legătură cu icoanele de praznic. Suprafața icoanei este împărțită în patru scene prin intermediul crucii. Pe cruce lisus răstignit pe o altă cruce are deasupra pe Dumnezeu Tatăl binecuvântând cu dreapta și cu însemnul de atotstăpânitor (globul) în stânga. De o parte și alta a lui lisus mijlocitorii Fecioara Maria plângând și Apostolul loan. În cele patru casete formate de cruce sunt reprezentate patru scene iconografice: Maica Domnului cu pruncul de tip Hodighitria în care lisus este în ipostază de Emanuel; Sf. Ierarh Nicolae care binecuvântează și ține Evanghelia, Arhanghelul Mihail, călare; Sf. Mucenic Gheorghe omorând balaurul. Întreaga scenă este încadrată în chenar relizat din patru culori. Cromatica: fond roșu, galben; roșu, galben, albastru, maron, portocaliu, negru, auriu. | Muzeul Dunării de Jos, Călărași | Cimec    |
|      | Foiță                         | Datare: 4/4 sec. XIX Material: lână; urzit bumbac; țesut în 2 ițe; urzeală ascunsă; ales cu mâna; ales printre fire; tivit; croșetat                                                                                                  | Piesă compusă din două foi încheiate cu acul, dantelă cu colțișori pe una din laturile lungi iar pe cealaltă colțișori. Compoziție decorativă cu câmp nelimitat. Decor geometric dispus în registre transversale pe toată suprafața piesei: grupe de vărgi late și înguste alternate cu vărgi alese cu romburi cu marginile în trepte, circumscrise. Cromatica: negru, roșu, bleu, gri, galben, verde. | Muzeul Dunării de Jos, Călărași | Cimec    |
|      | Iambulă                       | Datare: 4/4 sec. XIX Material: lână; urzit lână; țesut în 4 ițe; ales cu mâna; ales peste fire; tivit; îngroșat la piuă; vâltorit | Piesă compusă din patru foi încheiate cu acul, franjuri din firele de urzeală înnodate, ciucuri aplicați la capete. Compoziție decorativă cu câmp nelimitat. Decor geometric dispus în registre transversale pe toată suprafața piesei: grupe de vărgi late și înguste simple, alternate cu vărgi alese cu dreptunghiuri "ochili". Feston pe laturile lungi. Cromatica: negru, roșu, alb, maron. | Muzeul Dunării de Jos, Călărași | Cimec    |
|      | Iambulă                       | Datare: 4/4 sec. XIX Material: lână; urzit lână; țesut în 4 ițe; ales cu mâna; ales peste fire; tivit; îngroșat la piuă; vâltorit | Piesă de formă dreptunghiulară compusă din trei foi încheiate cu acul, franjuri din firele de urzeală înnodate.Compoziție decorativă cu câmp limitat. Decor geometric dispus în registre longitudinale pe toată suprafața piesei: în mijloc un dreptunghi cu pistornice și vărgi mărginit de vărgi late și înguste. Feston pe laturile lungi. Cromatica: negru, roșu. | Muzeul Dunării de Jos, Călărași | Cimec    |
|      | Iambulă                       | Datare: 4/4 sec. XIX Material: lână; urzit lână; țesut în 4 ițe; ales cu mâna; ales peste fire; tivit; îngroșat la piuă; vâltorit | Piesă compusă din două foi încheiate cu acul, franjuri din firele de urzeală înnodate. Compoziție decorativă cu câmp continuu. Decor geometric dispus în registre longitudinale pe toată suprafața piesei: vărgi late și înguste, triunghiuri. Cromatica: negru, roșu. | Muzeul Dunării de Jos, Călărași | Cimec    |
|      | Cearceaf                      | Datare: 4/4 sec. XIX Material: urzit bumbac; bătut bumbac; arnici; țesut în 2 ițe; croșetat; încheiat cu croșeta; tivit | Piesă compusă din două foi încheiate cu dantelă, dantelă cu colțișori pe una din laturile lungi. Compoziție decorativă cu câmp continuu. Decor geometric dispus în registre transversale pe toată suprafața piesei: grupe de vărgi late și înguste alternate ritmic. Cromatica: alb, gălbui, albastru. | Muzeul Dunării de Jos, Călărași | Cimec    |
|      | Cearceaf                      | Datare: 1/4 sec. XX Material: urzit bumbac; bătut bumbac; arnici; țesut în 2 ițe; croșetat; încheiat cu croșeta; tivit cu găurele | Piesă compusă din două foi încheiate cu dantelă, dantelă cu colțișori pe una din laturile lungi. Compoziție decorativă cu câmp continuu. Decor geometric dispus în registre transversale pe toată suprafața piesei: grupe de vărgi late și înguste alternate ritmic. Cromatica: alb, gălbui, albastru. | Muzeul Dunării de Jos, Călărași | Cimec    |
|      | Baniță                        | Datare: 1/4 sec. XX Dimensiuni: D: 31 cm; H: 32 cm Material: tăiat; cioplit; fasonat; incizat; îmbinare specifică dogăritului; forjat                                                                                                 | Piesă compusă din vas din doage, fund, trei cercuri din metal, o tijă metalică în interior și o bară orizontală care se folosea drept mâner. Are capacitatea de 12 l și era folosită pentru măsuratul cerealelor la târg, pentru măsuratul semințelor pentru semănat dar și ca măsură pentru luatul uiumului la moară. Cromatica: maron - culoarea naturală a lemnului patinat. | Muzeul Dunării de Jos, Călărași | Cimec    |
|      | Cearceaf                      | Datare: 4/4 sec. XIX Material: urzit borangic; bătut borangic; bumbac; țesut în 2 ițe; croșetat; încheiat cu acul; tivit cu găurele                                                                                                   | Piesă compusă din două foi încheiate cu acul, dantelă cu colțișori pe una din laturile lungi. Compoziție decorativă cu câmp continuu. Decor geometric dispus în registre transversale pe toată suprafața piesei: grupe de vărgi late și înguste alternate ritmic. Cromatica: alb, gălbui, roșu, albastru, grena. | Muzeul Dunării de Jos, Călărași | Cimec    |
|      | Ladă ferecată                 | Datare: 1/4 sec. XX Dimensiuni: H: 56 cm Material: tăiat; cioplit; îmbinare tâmplărească; ciocănire la cald; ciocănire la rece; călit; nituit                                                                                         | Piesă de formă paralelipipedică compusă din patru pereți, fund, capac și două mânere laterale. Pentru etanșeizarea spațiului interior întreaga suprafață a piesei a fost acoperită cu pânză de sac smolită peste care s-a fixat ferecătura din fier și lemn cu ajutorul niturilor din metal. Piesă folosită la păstrarea și transportul produselor alimentare dar și ca mobilier. Pentru Câmpia Dunării și Dobrogea menționăm introducerea în interioarele țărănești a unor lăzi îmbrăcate parțial sau în întregime în metal bătut cumpărate de la marinari. Cromatica: maron, negru. | Muzeul Dunării de Jos, Călărași | Cimec    |
|      | Căuș                          | Datare: 1/4 sec. XX Material: tăiat; cioplit; scobit | Piesă compusă din căușul (lingura propriu-zisă) de formă ovală, concavitatea acestuia fiind scobită cu cuțitul în mod rudimentar. Coada lungă dreaptă, se ridică perpendicular pe căuș. Era folosită în procesul preparării brânzeturilor la stână. Cromatica: negru - culoarea naturală a lemnului patinat. | Muzeul Dunării de Jos, Călărași | Cimec    |
|      | Cruce de masă                 | Datare: 1/4 sec. XX Dimensiuni: H: 57 cm Material: tăiat; cioplit; fasonat; îmbinare tâmplărească; pictat cu pensula; sculptat | Piesă formată din două bucăți de lemn așezate perpendicular și simetric una peste alta cruce și suport. Obiect de cult care se află pe pristol (masa din altar) și cu care preotul binecuvântează pe credincioși la liturghie și la toate slujbele bisericești. Conform canoanelor, pe cruce este reprezentată Răstignirea lui lisus Hristos. Din scenă lipsesc Fecioara Maria și Apostolul Ioan, cei doi mijlocitori dintre oameni, divinitate și Dumnezeu Tatăl. Suportul este sculptat. Cromatica: verde, roșu, galben, auriu. | Muzeul Dunării de Jos, Călărași | Cimec    |
|      | Iambulă                       | Datare: 4/4 sec. XIX Material: lână; urzit lână; țesut în 4 ițe; ales cu mâna; ales peste fire; tivit; îngroșat la piuă; vâltorit | Piesă compusă din patru foi încheiate cu acul, franjuri din firele de urzeală înnodate; ciucuri aplicați. Compoziție decorativă cu câmp nelimitat. Decor geometric dispus în registre longitudinale pe toată suprafața piesei: vărgi simple alternate cu vărgi alese cu „ochișori”. Cromatica: negru, roșu, albastru. | Muzeul Dunării de Jos, Călărași | Cimec    |
|      | Față de masă                  | Datare: 1/2 sec. XX Material: lână; urzit bumbac; țesut în 4 ițe; urzeală ascunsă; ales cu mâna; ales printre fire; tivit; croșetat                                                                                                   | Piesă compusă din două foi încheiate cu cheiță realizată cu acul. Feston pe patru laturi. Compoziție decorativă cu câmp limitat de chenar pe patru laturi. Chenarul este separat de câmp și mărginit la exterior de vărgi simple. Pe chenar buchete de trandafiri. Câmpul decorat cu opt medalioane cu motive florale în interior: trandafiri. Medalioanele sunt înconjurate de aceleași motive florale. Cromatica: fond: negru; motive: verde, bej, roșu, alb, galben. | Muzeul Dunării de Jos, Călărași | Cimec    |
|      | Scoarță Autor: Cojocaru, Iana | Datare: 1/2 sec. XX Material: lână; urzit bumbac; țesut în 2 ițe; urzeală ascunsă; ales cu mâna; ales printre fire; înnodat | Piesa compusă dintr-o foaie, franjuri din firele de urzeală înnodate. Compoziție decorativă cu câmp limitat de un chenar din motive florale - buchete de trandafiri - dispuse pe același fond ca și câmpul. La exterior chenarul este mărginit, pe toate laturile de câte o vargă simplă. Câmpul decorat cu buchete de flori. În centrul câmpului motive zoomorfe: doi căței plasați pe un fond verde deschis. De o parte și alta a acestora se află inițialele. Cromatica: fond: negru, vernil; motive: verde diferite nuanțe, bej, roșu, grena, gri, alb, gălbui, portocaliu. | Muzeul Dunării de Jos, Călărași | Cimec    |
|      | Față de masă                  | Datare: 1/2 sec. XX Material: urzit bumbac; bătut bumbac; lână; mătase; arnici; țesut în 2 ițe; țesut în 4 ițe; ales cu mâna; ales peste fire; ales printre fire; croșetat; încheiat cu croșeta; tivit; înnodat                       | Piesă compusă din două foi încheiate cu dantelă, dantelă cu colțișori. Compoziție decorativă cu câmp continuu. Decor geometric dispus în registre transversale pe toată suprafața piesei: grupe de vărgi alese, alternate ritmic. La capetele piesei decorul este compact. Motive geometrice diverse. Pe laturile lungi - colțișori croșetați, pe laturile scurte dantelă înnodată. Cromatica: alb, roșu, negru, galben. | Muzeul Dunării de Jos, Călărași | Cimec    |
|      | Ladă de zestre                | Datare: 1/4 sec. XX Dimensiuni: H: 48 cm Material: tăiat; cioplit; rindeluit; îmbinare tâmplărească; ciocănire la cald; ciocănire la rece; călit; ștanțat; nituit; cromolitografie aplicată                                           | Piesă de formă paralelipipedică compusă din patru pereți, fund, capac și două mânere laterale. Marginile și colțurile protejate cu tablă nituită. Peste îmbinarea scândurilor capacului s-au bătut chingi din lemn. Peretele din față este decorat cu o cromolitografie cu două motive avimorfe: papagali. De o parte și alta peretele a fost „ferecat” cu tablă ștanțată cu motive florale. Pentru Câmpia Dunării și Dobrogea menționăm introducerea în interioarele țărănești a unor lăzi îmbrăcate parțial sau în întregime în metal bătut cumpărate de la marinari. Cromatica: maron, roșu, verde, bleu, negru. | Muzeul Dunării de Jos, Călărași | Cimec    |